# Recchia acutipennis
Recchia acutipennis là một loài bọ cánh cứng trong họ Cerambycidae.